# Acerentomon robustum
Acerentomon robustum är en urinsektsart som beskrevs av Ionesco 1930. Acerentomon robustum ingår i släktet Acerentomon och familjen lönntrevfotingar. Inga underarter finns listade i Catalogue of Life.